# Vörös-tó (Bolívia)
A Vörös-tó (spanyolul Laguna Colorada) egy különleges tó Bolívia délnyugati részén, amelynek vizét a Dunaliella salina nevű alga vörösre festi. A szín árnyalata függ a fényerősségtől, ezáltal a napszaktól is.
A sós vizű, sekély (35–90 centi mély) tó a Bolíviai-fennsík délnyugati részén, a chilei határ közelében, az Eduardo Avaroa nemzeti állatvédelmi rezervátum területén fekszik a tenger szintje felett körülbelül 4160 méterrel. Különböző források szerint 15 000 vagy 6000 hektáros területét bóraxtartalmú fehér sószigetek tarkítják. A tó másik különlegessége, hogy nyáron rengeteg (becslések szerint akár 20 000) flamingót vonz, köztük a ritka rövidcsőrű flamingót, valamint a chilei flamingót és az andoki flamingót.
Környékét helyenként sólerakódásokkal fedett kősivatag jellemzi. Reggelente a hőmérséklet gyakran süllyed fagypont alá, de nyáron napközben a levegő jelentősen felmelegedik. A térségben pumák, culpeo pamparókák, lámák és alpakák is élnek. A vidék 1990 óta a Ramsari egyezmény hatálya alá tartozik, ma Los Lípez néven.

## Képek

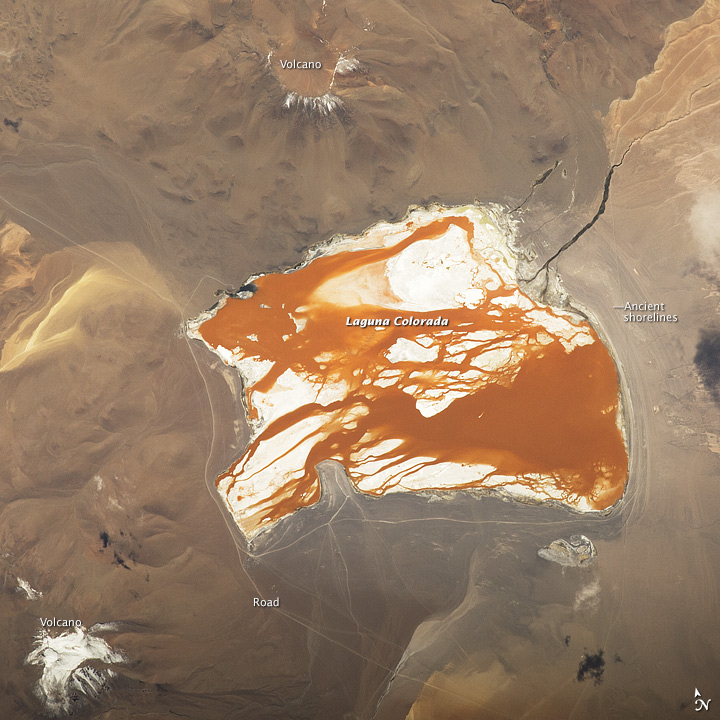
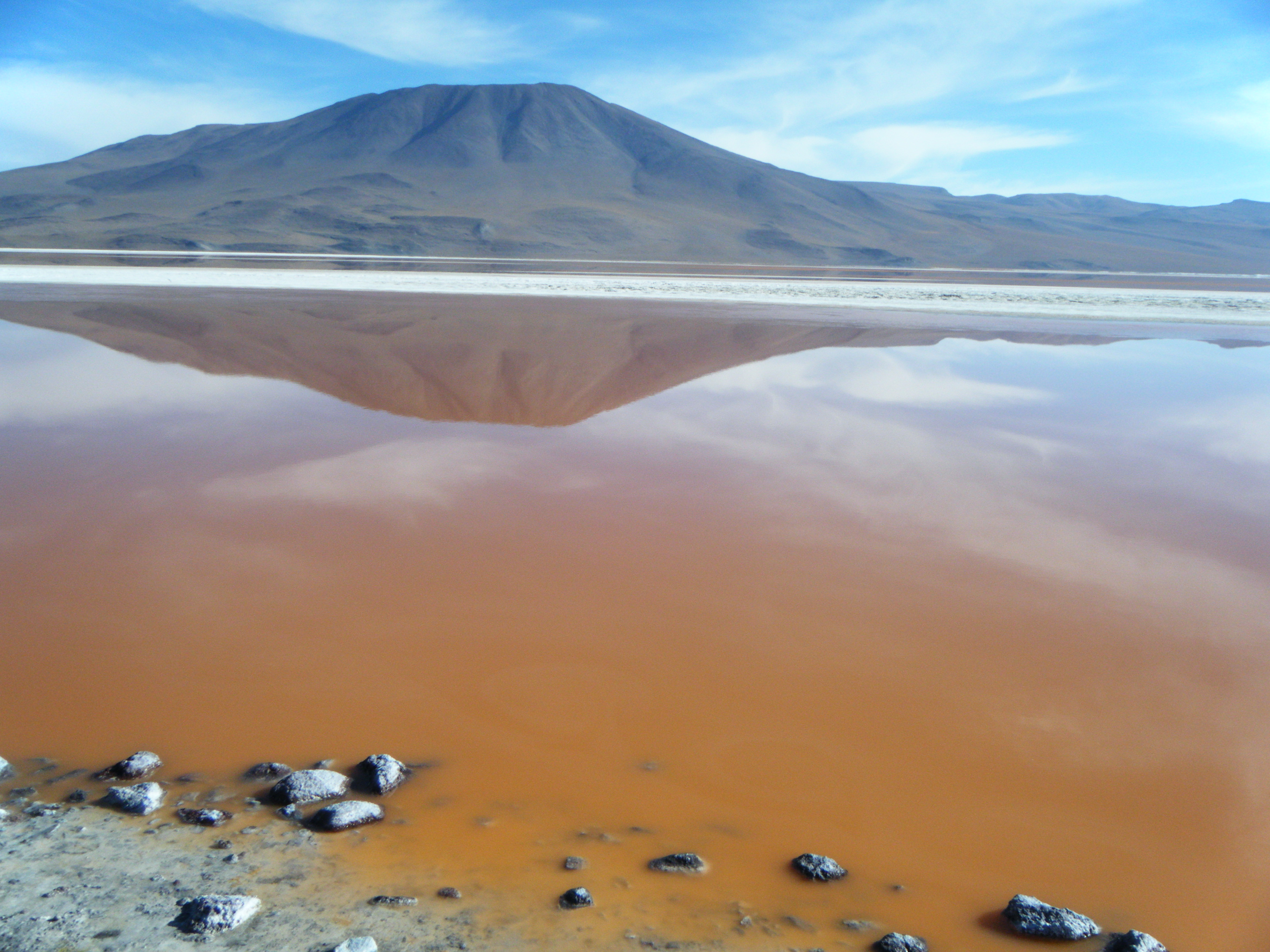
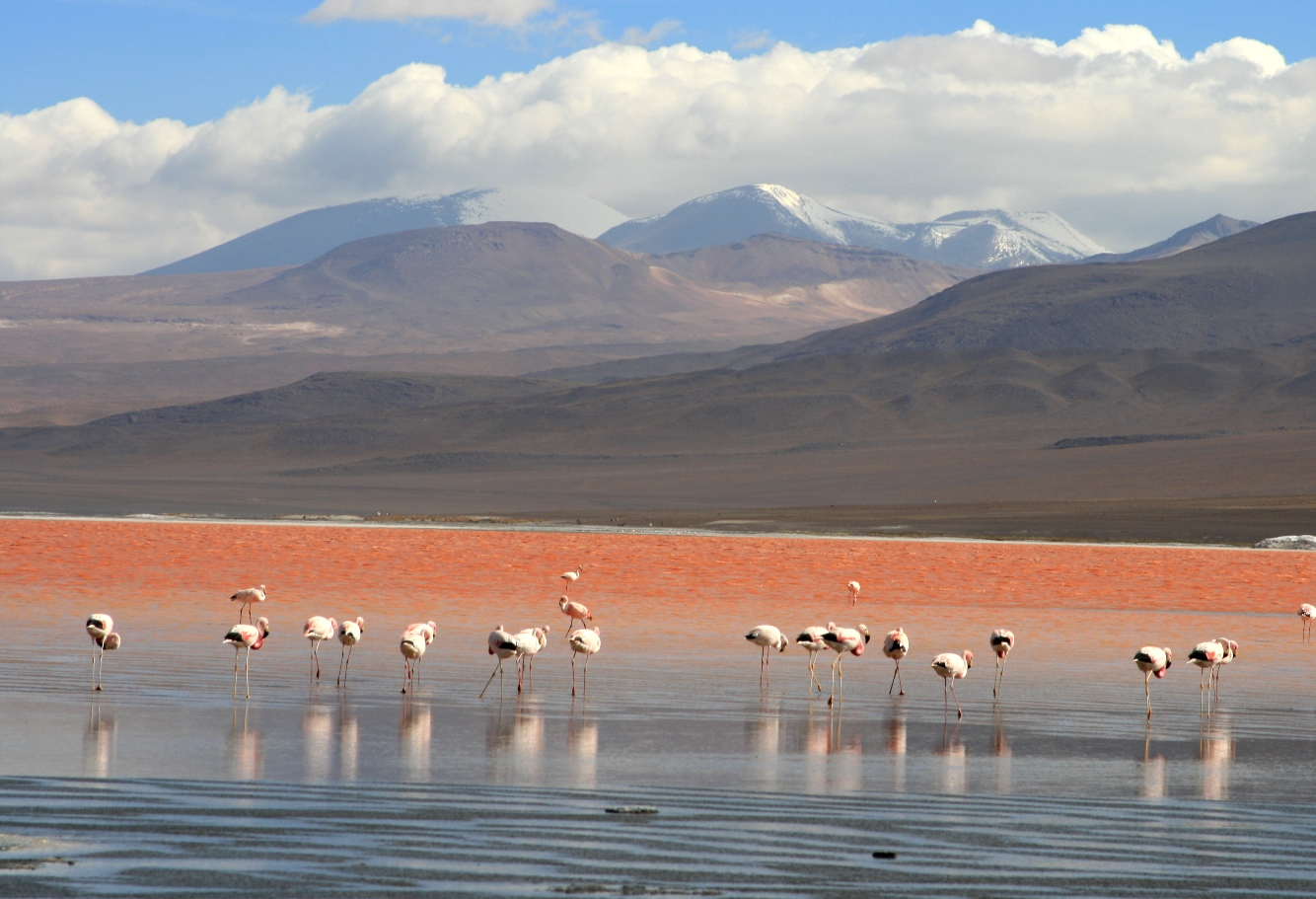
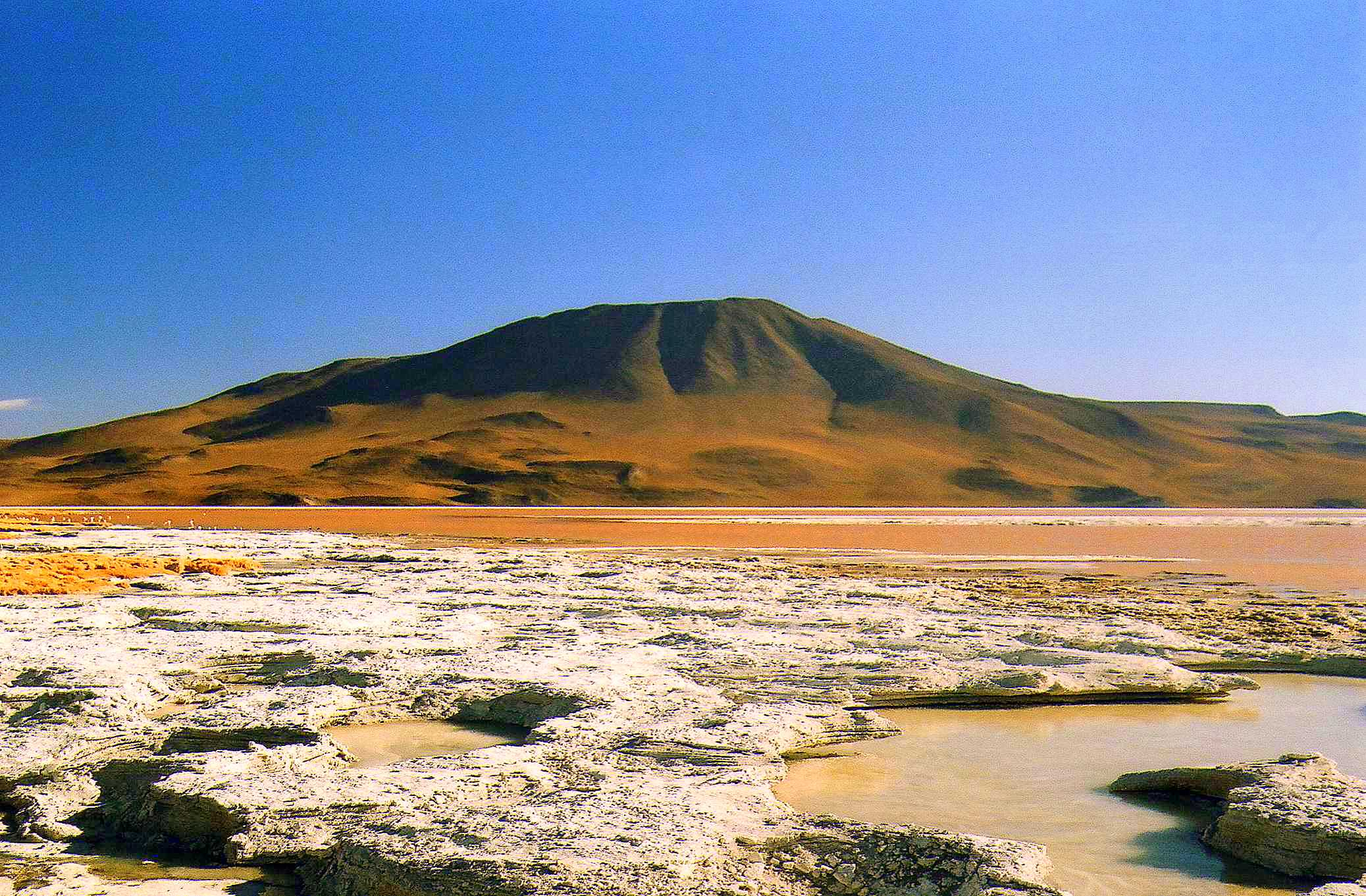